# ديفيد ديكسون بورتر (ضابط)
ديفيد ديكسون بورتر (بالإنجليزية: David Dixon Porter)‏ هو ضابط أمريكي، ولد في 29 أبريل 1877 في واشنطن العاصمة في الولايات المتحدة، وتوفي في 25 فبراير 1944 في فيلادلفيا في الولايات المتحدة.